# Fußball-Club 08 Homburg/Saar e.V.
Fußball-Club 08 Homburg/Saar e.V. é uma agremiação esportiva alemã, fundada a 1 de agosto de 1908, e sediada em Homburg, na Saarland.

## História
O clube foi criado, em 1908, por um grupo de dezessete pessoas em um bar local. Em 1913, foi renomeado FV Homburg, e naquele ano começou a atuar no campeonato local. Nos anos 1920, o time militou nas ligas menores.
Depois da Segunda Guerra Mundial as autoridades aliadas desmantelaram todas as associações presentes na Alemanha, inclusive as esportivas. O time foi reconstituído, em 1947, como Omnisportverein SV Homburg e, em 1949, tomou a denominação atual. Naquele tempo a região de Saarland estava ocupada pelos franceses que fizeram esforços para que esta se unisse à França ou que se tornasse um estado independente da Alemanha. No esporte esse fato é notável, pois Saarland participou como nação independente das Olimpíadas de 1952 e das eliminatórias para a Copa do Mundo de 1954. Foi criado, portanto, por um breve tempo, um campeonato local, intitulado Saarland Ehrenliga. Contudo, o time mais notável da região, o 1. FC Saarbrücken, preferiu disputar a segunda divisão do Campeonato Francês. O FC Homburg, por seu turno, atuou na Ehrenliga de 1949 a 1951. Em 1956, a federação da Saarland se agregou à DFB, a federação alemã.
Entre os anos 1950 e 1960 o clube conquistou alguns campeonatos amadores e participou novamente da segunda divisão. Até o fim do anos 1970, a equipe alcançou em duas ocasiões as quartas de final da Copa da Alemanha, e no início dos anos 1980 foi rebaixada para a terceira divisão. O clube, porém se redimiu na segunda metade do decênio.
O FC Homburg, de fato, chegou à Zweite Bundesliga e, em 1986, foi promovido à Bundesliga, na qual militou por duas temporadas. Ao cair, retornou pela última vez à Bundesliga, na temporada 1989-1990, mas daquele momento em diante começou uma curva descendente que o levou a jogar na quarta divisão, série na qual ainda se encontra.
Durante os últimos vinte anos a sociedade foi convulsionada por algumas desaventuras. Em 1988, a federação alemã a proibiu de ser patrocinada por uma empresa produtora de preservativos. Em 1998, houve um acordo com o 1. FC Saarbrücken no que tange à empréstimo de jogadores. O Homburg passava por graves problemas financeiros. Mas a situação não melhorou. O clube declarou bancarrota, teve sua permissão negada para a disputa da Regionalliga Südwest (III) e foi rebaixado à Oberliga Südwest (IV).
Na temporada 2006-2007, o time se classificou para a Copa da Alemanha, mas foi eliminado na primeira rodada ao perder por 2 a 1 para o VfL Bochum. O Homburg foi finalmente promovido à Regionalliga West (IV), após ser campeão da Oberliga Südwest, na temporada 2009-2010, (V) à frente do FK Pirmasens.

## Títulos
- Campeão Alemão Amador: 1983;
- 2. Fußball-Bundesliga Campeão: 1986 (promovido à Bundesliga)
- 2. Bundesliga Vice-campeão: 1989 (promovido à Bundesliga);
- Oberliga Südwest (III-V) Campeão: 1982, 1984, 2010;
- Amateurliga Saarland Campeão: 1948, 1957, 1966;
- Saarland Cup Vencedor: 1983, 2001, 2006, 2008, 2025

## Cronologia recente
| Temporada | Divisão                | Posição |
| 1999–2000 | Oberliga Südwest (IV)  | 3ª      |
| 2000–01   | Oberliga Südwest       | 4ª      |
| 2001–02   | Oberliga Südwest       | 9ª      |
| 2002–03   | Oberliga Südwest       | 12ª     |
| 2003–04   | Oberliga Südwest       | 4ª      |
| 2004–05   | Oberliga Südwest       | 4ª      |
| 2005–06   | Oberliga Südwest       | 2ª      |
| 2006–07   | Oberliga Südwest       | 4ª      |
| 2007–08   | Oberliga Südwest       | 7ª      |
| 2008–09   | Oberliga Südwest (V)   | 2ª      |
| 2009–10   | Oberliga Südwest       | 1ª ↑    |
| 2010–11   | Regionalliga West (IV) | 17ª ↓   |
| 2011–12   | Oberliga Südwest       | 1ª ↑    |